# Erik Pačinda
Erik Pačinda (Košice, 9 maggio 1989) è un calciatore slovacco, attaccante dello Snina.

## Palmarès

### Club

#### Competizioni nazionali
- Coppa di Slovacchia: 1

VSS Košice: 2013-2014
- 1. Slovenská Futbalová Liga: 1

FC Košice: 2022-2023